# Janusz Bułhak
Janusz Bułhak (ur. 14 kwietnia?/27 kwietnia 1906 w Peresiece, zm. 15 maja 1977 w Warszawie) – polski kompozytor i fotografik. 

## Życiorys
Syn Jana Bułhaka. W 1928 roku otrzymał w Gimnazjum im. Adama Mickiewicza w Wilnie świadectwo dojrzałości. Absolwent Konserwatorium Wileńskiego. Był członkiem Polskiej Korporacji Akademickiej Filomatia Vilnensis i autorem melodii hymnu korporacji. Był również w latach 1932–1934 prezesem Akademickiego Koła Muzyków i członkiem zarządu Bratniej Pomocy studentów Uniwersytetu Stefana Batorego.